# Klaas Delrue
Klaas Delrue (Rekkem, 2 juli 1976)  is een Belgische kleinkunstzanger, chansonnier en muzikant. Hij is vooral bekend als de frontman van Yevgueni, een groep die Nederlandstalige moderne kleinkunst brengt.

## Biografie
Hij groeide op in Rekkem en studeerde pedagogische wetenschappen aan de Katholieke Universiteit Leuven. Daar leerde hij Geert Noppe kennen waarmee hij Yevgueni oprichtte. Ze wonnen de Nekka-wedstrijd 2002 en brachten hun debuutplaat "Kannibaal" uit in 2005. In 2012 namen ze voor onbepaalde duur sabbat. Klaas maakte onder de naam Delrue (zijn achternaam) een solo-album als chansonnier. Deze plaat, Risquons tout, kwam uit in maart 2014.
Zanger Klaas Delrue kwam in 2009 op voor de lijst van Groen! in Antwerpen bij de Vlaamse verkiezingen 2009 en was bij de gemeenteraadsverkiezingen van 2006 kandidaat-gemeenteraadslid voor Leuven. Hij was medewerker van Vlaams Parlementslid Eloi Glorieux. Vanaf 10 april 2012 presenteerde hij op Radio 1 een programma over Nederlandstalige muziek.
Bij de gemeenteraadsverkiezingen van 2018 raakte Delrue verkozen voor Vld-Groen-M+ in Mechelen. Bij de gemeenteraadsverkiezingen van 2024 werd hij herkozen.

## Hitnoteringen
| Album met hitnotering(en) in de Vlaamse Ultratop 200 albums | Datum van verschijnen | Datum van binnenkomst | Hoogste positie | Aantal weken | Opmerkingen |
| ----------------------------------------------------------- | --------------------- | --------------------- | --------------- | ------------ | ----------- |
| Risquons tout                                               | 2014                  | 07-03-2014            | 23              | 32           | Als Delrue  |

| Single met hitnotering(en) in de Vlaamse Ultratop 50 | Datum van verschijnen | Datum van binnenkomst | Hoogste positie | Aantal weken | Opmerkingen |
| ---------------------------------------------------- | --------------------- | --------------------- | --------------- | ------------ | ----------- |
| Pacman                                               | 2014                  | 01-03-2014            | tip24           | -            | Als Delrue  |
| Avion                                                | 2014                  | 23-05-2014            | tip36           | -            | Als Delrue  |
| Crème solaire                                        | 2014                  | 26-07-2014            | tip40           | -            | Als Delrue  |
| Elisa                                                | 2014                  | 16-08-2014            | tip70*          | -            | Als Delrue  |